# カエル電池

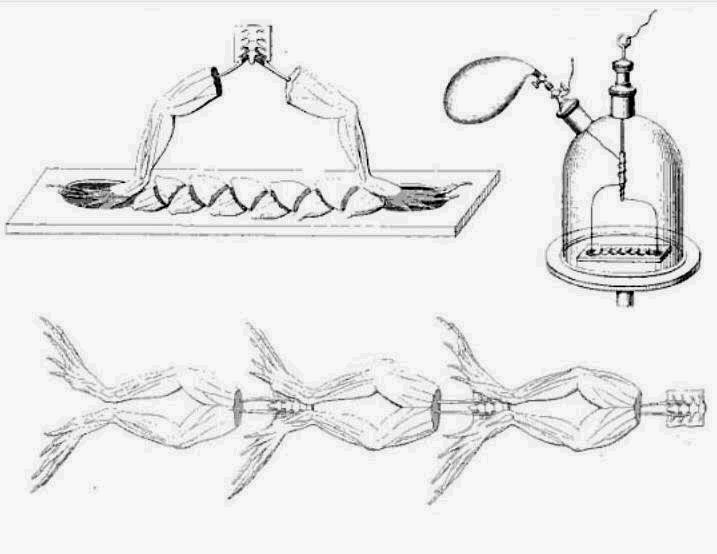
左上: マテウッチのカエル電池（1845年）、下: アルディーニのカエル電池（1818年）、右上: カエル電池の雰囲気を制御するための器具。

カエル電池（カエルでんち、英: frog battery）は、カエルの肉を単電池として、それらを直列に接続して用いる電気化学電池である。生物電池の一種。初期の電気学研究で道具として用いられたほか、それ自体が動物電気説の証明とされた。
筋肉が損傷したときその中に発生する損傷電位が動作原理であり、カエルの筋肉を切断したことで偶発的に電位差が得られたものだが、18世紀と19世紀にはそのことは十分に理解されていなかった。
この方式の生物電池はどんな動物からも作ることができ、「カエル電池」はその代表である。一般的な用語は「筋肉電堆 (muscular pile)」という。
最初によく知られるようになったのは1845年にカルロ・マテウッチが作ったカエル電池だが、それ以前にも作成例は見られる。マテウッチは他の動物からも電池を作っており、ジョヴァンニ・アルディーニも牡牛の頭を電池にしている。

## 背景
電気学研究の黎明期には、カエルの後肢で作った検流器が一般的な電流検出の手段だった。科学者は身近に大量のカエルを飼っておき、検流器が必要な時にすぐ肢を取れるようにした。そのためカエルはほかの実験の素材としても便利に用いられた。カエルは小さく、扱いやすく、後肢は電流に対して鋭敏に反応し、この用途ではほかの動物より反応が長持ちした。

## 作成

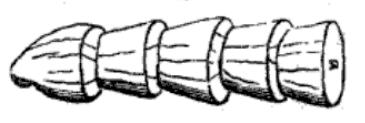
半分に切ったカエル腿肉をつなげる（図はマテウッチによる）。

カエルの腿は電池の材料としてよく用いられた。1840年代にマテウッチが公刊した作成法によると、まず何本かの後肢の皮を剥き、膝関節から下を切り落として捨てる。ここで筋肉を傷つけると性能が落ちてしまう。大腿部の筋肉を横に二つに切り、円錐形をした下半分の肉片だけを残す。絶縁性の基板としてニスを塗った木のトレイを用意し、その上に肉片を並べ、それぞれの円錐の先端を隣の切断面の穴に差し込む。筋肉の外側表面と内側表面を触れ合わせた肉片の列ができたら、トレイに設けた凹みに列の両端を入れ、凹みに水を入れて電極とする。
筋肉の内側表面と外側表面を接すると電池になる事実から、筋肉内部には定常的に内から外の向きに電流が流れているという誤った説が生まれた。現在の理解では、この電位差は細胞膜が傷つくと発生する負の電位（損傷電位、demarcation potential, injury potential）によるものである。
別の構造も可能である。たとえば、後肢全体を残しておいて坐骨神経を露出させ、一本の肢の神経を次の肢の足先に接続するようにする。カエルの体全体を使うこともできる。しかし腿の肉を処理して用いる方が手間はかかるものの性能がよいため、ほとんどの実験者はそちらの方法を選んでいた。

## 歴史

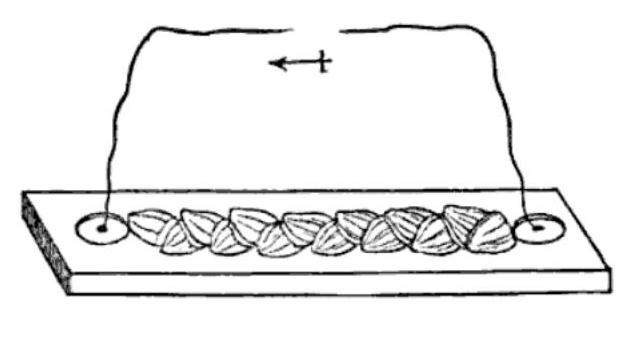
バードによるカエル電池の図（1848年）。

最初のカエル電池は1790年代にエウセビオ・ヴァッリによって10匹のカエルから作られた。ヴァッリは自身の実験結果をよく理解できなかった。彼はルイージ・ガルヴァーニにならって「動物電気（ガルヴァーニ電気）」は金属間に生じる電気（ヴォルタ電気）とは異なる現象だと信じており、後者の存在を否定しさえした。ヴァッリのカエル電池は広く知られることもなく、あまり記録に残っていない。

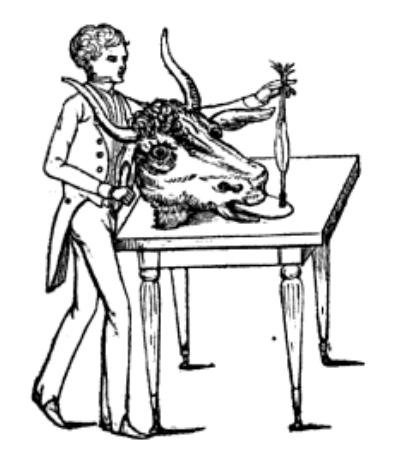
アルディーニが1803に作った牡牛の頭部の電池。

レオポルド・ノビーリは1818年に後肢全体をつなげてカエル電池を作り、「カエル電堆 (frog pile)」と呼んだ。ノビーリはカエル電池を用いて動物電気を研究したが、その結果はヴォルタによって手ひどく批判された。ヴォルタは外部回路に使われている異種金属が真の電気の発生源だと主張した。彼によると、カエルは体液を電解液として提供しているに過ぎなかった。
最初に広く知られるようになったカエル電池はカルロ・マテウッチが作ったものだった。この電池は1845年にマイケル・ファラデーの助力により英国王立学会の論文誌に発表され、後にはゴールディング・バードが医学生向けに書いた物理の教科書『初歩自然哲学 (Elements of Natural Philosophy)』でも紹介された。マテウッチは半切りのカエル腿肉を12－14片用いていた。前述のようにマテウッチの電池は動作原理が正しく理解されていなかったが、ヨウ化カリウムの分解に用いるのに十分なほど強力だった。マテウッチはヴォルタのノビーリ批判への回答として、カエル電池をはじめとして可能な限り生物性の素材だけで電気回路を構成することで動物電気の存在を証明しようとした。マテウッチはまた真空、各種の気体、毒物がカエル電池にどう作用するか調べ、生体にとって有毒あるいは致死的であっても電池は影響を受けないと結論した。
電池部品に仕立て上げられた生物はカエルだけではない。ジョヴァンニ・アルディーニは1803年に屠殺されたばかりの雄牛の頭から電気が発生することを示した。雄牛の舌にカエル肢の検流器をつなげ、実験者が左右の手でカエル肢と牡牛の舌を握ると回路が完成して反応が見られた。いくつかの頭をつなぎ合わせすると反応は強まった。マテウッチも後の1840年代に「ウナギ電池、ハト電池、ウサギ電池」を作っている。また、一羽のハトの胸につけた傷を別の一羽に接続することで、生きているハトも電池にして見せた。